# Þingeyjarsveit
Þingeyjarsveit è un comune islandese della regione di Norðurland eystra.
Nel 2008 ha inglobato il comune di Ađaldalur.